# Бруно Махенс
Бруно Махенс (нім. Bruno Machens; 25 липня 1895, Кенігсберг — 20 листопада 1976, Гослар) — німецький військово-морський діяч та інженер, віце-адмірал крігсмаріне (1 грудня 1944). Кавалер Німецького хреста в золоті.

## Біографія
1 квітня 1914 року вступив на службу в ВМФ. Пройшов підготовку на важкому крейсері «Ганза» і в військово-морському училищі в Мюрвіку. Учасник Першої світової війни. Служив на лінійному кораблі «Мекленбург» (17 лютого 1915 — 2 січня 1916), вахтовим офіцером на міноносцях.
Після демобілізації армії залишений на флоті. З 8 червня 1924 року командував міноносцем Т-157, з 21 грудня 1924 року — Т-144. З 30 вересня 1927 по 1 жовтня 1929 року — командир роти військово-морського училища в Мюрвіку. З 30 травня 1931 року — навігаційний офіцер на легкому крейсері «Карлсруе». 28 березня 1933 року переведений в Морське керівництво.
З 6 вересня 1937 року — 1-й офіцер Адмірал-штабу в штабі військово-морської станції «Нордзе», з 9 квітня 1940 року — штабу командувача адмірала в Норвегії (з 17 червня 1940 року — начальник штабу). 8 червня 1942 року призначений постійним представником адмірал-квартирмейстера, одночасно з 4 жовтня 1942 по 31 січня 1943 року очолював Командний відділ Командного управління ОКМ. З 20 квітня 1943 року — адмірал-квартирмейстер ОКМ. З 8 січня 1945 року — командувач адмірал на Полярному узбережжі Норвегії. 21 липня 1945 року інтернований британськими військами. 9 жовтня 1947 року звільнений.

## Нагороди
- Залізний хрест 2-го класу (23 листопада 1915)
- Почесний хрест ветерана війни з мечами (20 жовтня 1934)
- Медаль «За вислугу років у Вермахті»
  - 4-го, 3-го і 2-го класу (18 років; 2 жовтня 1936) — отримав 3 нагороди одночасно.
  - 1-го класу (25 років; 1 квітня 1939)
- Іспанський хрест в сріблі (6 червня 1939)
- Застібка до Залізного хреста 2-го класу (20 квітня 1940)
- Залізний хрест 1-го класу (10 липня 1940)
- Німецький хрест в золоті (20 квітня 1942)
- Хрест Воєнних заслуг
  - 2-го класу з мечами
  - 1-го класу з мечами (30 січня 1945)